# Hashim Safi Al Din
Hashim Safi Al Din (em árabe: هاشم صفي الدين, translit. Hashem Safieddine; Deir Qanoun En Nahr, 1964 – Beirute, 3 de outubro de 2024) era o clérigo xiita libanês, alto funcionário do Hezbollah e primo materno do ex-secretário-geral do Hezbollah, Hassan Nasrallah. Ele era o chefe do Conselho Executivo do Hezbollah, foi declarado, pelos Estados Unidos, como "Terrorista Global Especialmente Designado", e era geralmente considerado o "número dois" no Hezbollah antes da morte de Nasrallah em 2024.

## Início da vida
Hashim Safi Al Din nasceu em 1964 em Deir Qanoun En Nahr, sul do Líbano, em uma respeitada família xiita. Ele é primo materno de Hassan Nasrallah. Seu irmão, Abdallah Safi Al Din, é o representante do Hezbollah no Irã.
Hashim Safi Al Din estudou teologia em Najaf, Iraque, e em Qom, Irã, junto com Nasrallah, até ser chamado de volta ao Líbano por Hassan Nasrallah em 1994.

## Carreira
Em 1995, Hashim Safi Al Din foi promovido ao Majlis al-Shura (Assembleia Consultiva), o mais alto conselho do Hezbollah. Ele também foi nomeado chefe do Conselho da Jihad. O Conselho Executivo, do qual ele é presidente, supervisiona as atividades políticas, sociais e educacionais do Hezbollah.
Al Din está entre os três principais líderes do Hezbollah, os outros dois são Hassan Nasrallah e Naim Qassem. Ele também é considerado o segundo apenas para Nasrallah.
Em 2006, Al Din foi supostamente promovido pelo Irã como um possível sucessor de Hassan Nasrallah para o cargo de Secretário-Geral do Hezbollah.
Al Din é um dos seis clérigos que são membros do conselho shura do Hezbollah. Ele também é o chefe do conselho executivo do grupo (também conhecido como Shura Tanfiziyah), para o qual foi eleito na assembleia geral em julho de 2001. Além disso, ele é um dos nove membros do conselho consultivo decisório (Shura al-Qarar), que é o órgão máximo do grupo.
Em outubro de 2008, Al Din foi eleito para suceder Nasrallah como secretário-geral do Hezbollah na assembleia geral. Sua nomeação como herdeiro aparente de Nasrallah foi apoiada pelos iranianos. Em 2009, Al Din foi novamente eleito para o Conselho Shura. Ele foi nomeado comandante militar do Hezbollah na região do Sul do Líbano em novembro de 2010.
Em 2017, Al Din foi designado terrorista pelo Departamento de Estado dos EUA. No ano seguinte, ele foi sujeito a sanções impostas pelos EUA e alguns países árabes, incluindo Arábia Saudita, Emirados Árabes Unidos e Bahrein, além de nove outras figuras importantes do Hezbollah.

## Vida pessoal
Em junho de 2020, seu filho, Sayyed Reza Hashim Safi Al Din, casou-se com Zeinab Soleimani, filha do ex-comandante da Força Quds, Qassem Soleimani, assassinado pelos EUA em 2020.
Em 22 de outubro de 2024, as Forças de Defesa de Israel confirmaram a morte de Hashem Safieddine. O líder do Hezbollah era considerado o sucessor de Hassan Nasrallah.